# GTS Wilga Garwolin
GTS Wilga Garwolin – polska męska drużyna siatkarska z Garwolina, będąca sekcją klubu sportowego Wilga Garwolin.

## Historia

### Chronologia nazw
- 2004: GKS Wilga Garwolin
- 2006: Garwolińskie Towarzystwo Siatkówki (GTS) Wilga Garwolin
- 2007: GTS PEIYING Wilga Garwolin
- 2008: GTS Wilga Garwolin
- 2009: GTS PEIYING Wilga Garwolin
- 2011: GTS Wilga Garwolin

## Bilans sezon po sezonie
| Sezon               | Miejsce |
| ------------------- | ------- |
| 2004/2005 - II liga | 3       |
| 2005/2006 - II liga | 3       |
| 2006/2007 - II liga | 3       |
| 2007/2008 - II liga | 4       |
| 2008/2009 - II liga | 6       |
| 2009/2010 - II liga | 5       |
| 2010/2011 - II liga | 5       |
| 2011/2012 - II liga | 8       |

Poziom rozgrywek:
     pierwszy, najwyższy ogólnokrajowy
     drugi
     trzeci
     czwarty